# Sędziwy mężczyzna
Wiekowy mężczyzna – obraz olejny hiszpańskiego malarza pochodzenia greckiego Dominikosa Theotokopulosa, znanego jako El Greco.
Po raz pierwszy obraz został zaprezentowany w Alcazar w Madrycie w 1666 roku. Został opisany jako media vara en cuadro i umieszczony w białej ramie.

## Opis obrazu
Anonimowy portret mężczyzny uważany jest za jeden z najlepszych portretów El Greka ostatniej dekady XVI wieku. Postać ujęta w dużym zbliżeniu, ukazana została na szarym tle i oświetlona wiązką światła padającą na twarz. Artysta skupia uwagę tylko na portretowanym: żaden element nie rozprasza uwagi widza z wyjątkiem dużej białej kryzy wokół szyi mężczyzny. Malując twarz modela El Greco zamierzał osiągnąć efekt osobistego zaangażowania się widza, który staje się świadkiem w tym portrecie. Każda ze stron twarzy przekazuje odmienne wrażenia: prawa strona ma duże jasne zeszklone oko, górna warga lekko podniesiona, co sugeruje kpiarski uśmiech; lewa strona jest bardziej surowa, co w połączeniu nadaje twarzy żywy i interesujący charakter. El Greco używa bardzo subtelnej kolorystyki: karmelizowany róż łączy się z niebiesko-szarą barwą nadając szlachetności twarzy. Ramiona są ułożone ukośnie względem płaszczyzny obrazu, ale głowa obrócona jest w kierunku widza, podświadomie sugerując zainteresowanie się nim. Wokół głowy znajduje się jaśniejszy obszar przypominający aureolę. Uważa się, iż model mógł być przyjacielem artysty. Hiszpański historyk sztuki Manuela Cossío, który jako pierwszy w 1908 roku sporządził chronologię dzieł El Greca wraz z wnikliwą analizą, wyraził pogląd, iż w portrecie wiekowego mężczyzny, tak jak w Portrecie szlachcica z ręką złożoną na piersi, El Greco uchwycił istotę kastylijskiego szlachcica, charakterystycznego dla hiszpańskiej literatury XVI wieku.